# Bruant cannelle
Emberiza tahapisi
Pour l'autre espèce de passereaux couramment appelée Bruant cannelle, voir Donacospize des marais.
Espèce
Statut de conservation UICN

 LC  : Préoccupation mineure
Le Bruant cannelle (Emberiza tahapisi), aussi appelé Bruant de roche, est une espèce de passereaux de la famille des Emberizidae.
Son épithète spécifique provient d'un nom générique de la langue tswana Thàxàpitsí.
L'appellation « Bruant cannelle » peut aussi désigner le Donacospize des marais.

## Description
Cet oiseau mesure 16,5 à 18 cm de longueur. Il présente un dimorphisme sexuel en période de reproduction mais les deux sexes sont semblables en période internuptiale.
Le mâle arbore sept raies gris blanchâtre et noires sur la tête, plus indistinctes, ternes et sombres chez la femelle. Les yeux sont marron. La mandibule supérieure est brun noir et l'inférieure jaunâtre. Les pattes sont brun jaune.

## Répartition et sous-espèces
Son aire s'étend de manière dissoute à travers l'écozone afrotropicale.
- E. t. arabica (Lorenz von Liburnau & Hellmayr, 1902) — savane du Piémont arabe du sud-ouest (en) ;
- E. t. septemstriata Rüppell, 1837	— de l'est du Soudan à l'Érythrée, le nord de l'Éthiopie et le nord-ouest de la Somalie ;
- E. t. tahapisi Smith, A, 1836 — du centre-sud de l'Éthiopie au sud-est de l'Afrique du Sud, Socotra, sud du Gabon et de la RDC, Angola ;
- E. t. nivenorum (Winterbottom, 1965) — Namibie.

## Habitat
Cet oiseau fréquente les broussailles et les rocailles.

## Nidification
Le nid est souvent construit au sol dans les herbes hautes.

## Taxonomie
À la suite d'une étude scientifique d'Olsson et al. (2013), le Congrès ornithologique international (classification version 4.1, 2014) sépare la sous-espèce E. t. goslingi de cette espèce et l'élève au rang d'espèce à part entière sous le nom scientifique de Emberiza goslingi.